# Guidraco venator
Guidraco venator Wang et al., 2012 è un rettile volante estinto, appartenente agli pterosauri. Visse nel Cretaceo inferiore (Aptiano, circa 120 milioni di anni fa) e i suoi resti fossili sono stati ritrovati in Cina.

## Etimologia
Il nome generico Guidraco deriva dal cinese gui (鬼), “fantasma malvagio”, e dal latino draco, “drago”. L'epiteto specifico, venator, è una parola latina che significa “cacciatore”.

## Descrizione
Questo animale è noto per uno scheletro parziale articolato, comprendente un cranio quasi completo, mandibole e una serie di quattro vertebre cervicali. Il cranio era lungo 38 centimetri ed era molto allungato, con un profilo basso; il muso non era appuntito, poiché la parte superiore e la linea delle fauci erano parallele per la maggior parte della lunghezza. Il muso relativamente robusto era rinforzato da un'apertura piuttosto corta nel cranio, una finestra anteorbitale lunga circa un quarto dell'intero cranio; la mandibola era profonda quanto il rostro. Il muso era sprovvisto di creste, ma la parte posteriore del cranio era dotata di un'espansione verticale appiattita lateralmente,  formata dalle ossa frontali, proprio al di sopra delle orbite. Questa cresta era leggermente ricurva in avanti e la sua base si estendeva posteriormente fino alla parte finale della calotta cranica.
Anche i denti di Guidraco erano caratteristici: dei ventitré denti presenti nella mascella, i primi due erano lunghi e molto stretti, e puntavano in avanti quasi orizzontalmente. I successivi tre erano enormi, molto lunghi, robusti, appuntiti e leggermente ricurvi, gradualmente diretti all'indietro. Un'altra serie di tre denti era costituita da elementi di media taglia, ancora appuntiti e diritti, mentre i rimanenti tredici denti formavano una lunga fila di piccoli elementi che diminuivano gradualmente di taglia. Questa disposizione si riscontra anche nella mandibola, in cui erano presenti diciotto denti su ogni ramo (anche se mancava il primo dente diretto in avanti). I primi quattro denti erano anche più lunghi di quelli mascellari. I denti erano divisi in due tipi riguardo alla loro struttura: i lunghi denti anteriori possedevano carene verticali sullo smalto, mentre quelli corti possedevano uno smalto uniforme e liscio, con corone ispessite a formare un profilo triangolare.
Le vertebre del collo erano moderatamente allungate, carenate e possedevano grandi aperture pneumatiche sui lati.

## Classificazione

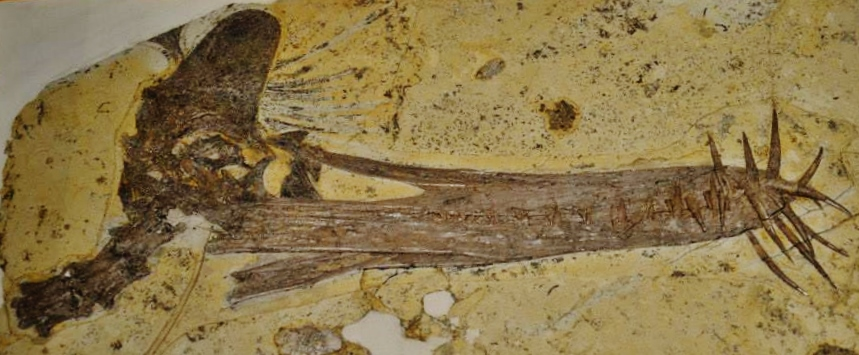
Cranio di Guidraco venator

Guidraco venator è stato descritto per la prima volta nel 2012, sulla base di fossili ritrovati nella zona di Sihedang, nei pressi di Lingyuan nella provincia cinese di Liaoning. La formazione Jiufotang, nella quale sono stati ritrovati i resti, è datata al piano Aptiano del Cretaceo inferiore, circa 120 milioni di anni fa. Guidraco è stato considerato dagli studiosi che lo hanno descritto un rappresentante del gruppo degli pteranodontoidi, pterosauri di grandi dimensioni tipici del Cretaceo. Un'analisi filogenetica ha messo in relazione Guidraco con uno pterosauro del Cretaceo inferiore del Brasile, Ludodactylus. Queste due specie formerebbero un clade più strettamente imparentato con gli istiodattilidi che con gli anhangueridi. La stretta parentela tra una forma cinese e una forma sudamericana indicherebbe un grande interscambio faunistico tra i continenti nel Cretaceo inferiore.

## Paleobiologia
Anche se non formavano una vera e propria rosetta (un'espansione all'apice del muso) i denti lunghi e acuminati della mascella e della mandibola si intersecavano fra loro, e suggeriscono che questa struttura potesse essere utile per intrappolare animali scivolosi come i pesci; gli studiosi, quindi, ritengono che Guidraco sorvolasse i mari predando pesci grazie alle lunghe mascelle.